# ISO 3166-2:WF

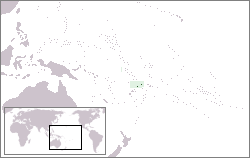
Wallis y Futuna

ISO 3166-2:WF es la entrada para Wallis y Futuna en ISO 3166-2, parte de los códigos de normalización ISO 3166 publicados por la Organización Internacional de Normalización (ISO), que define los códigos para los nombres de las principales subdivisiones (p.ej., provincias o estados) de todos los países codificados en ISO 3166-1.
En la actualidad, para Wallis y Futuna los códigos ISO 3166-2 se definen en 3 reinos.
Cada código consta de dos partes, separadas por un guion. La primera parte es WF, el código para Wallis y Futuna en la ISO 3166-1 alfa-2. La segunda parte tiene dos letras.
Wallis and Futuna, un territorio de ultramar de Francia, tiene oficialmente asignado el código WF en la ISO 3166-1 alpha-2. Además, tiene oficialmente asignado el código FR-WF, en la ISO 3166-2 bajo la entrada para Francia.

## Códigos actuales
Los nombres de las subdivisiones constan en la lista según el estándar publicado por la Agencia de Mantenimiento del ISO 3166-2 ISO 3166 (ISO 3166/MA).
Pulsa sobre el botón en el encabezado de cada columna para clasificar.
| Código | Nombre de la subdivisión (fr) |
| ------ | ----------------------------- |
| WF-AL  | Alo                           |
| WF-SG  | Sigave                        |
| WF-UV  | Uvea                          |